# フランク・ウィニケ
フランク・ウィニケ(Frank Wieneke、1962年1月31日 - )は西ドイツ、ニーダーザクセン州ハノーファー出身の柔道家。身長179cm。

## 経歴
1984年ロサンゼルスオリンピック78kg級で金メダルを獲得。1986年のヨーロッパ選手権も制した。1988年ソウルオリンピックではポーランドのバルデマール・レジェンに敗れ銀メダルに終わった。

## 主な戦績
- 1980年 - ヨーロッパジュニア　3位(71kg級)
- 1981年 - ヨーロッパジュニア　優勝(71kg級)
- 1983年 - オランダ国際　3位
- 1983年 - ヨーロッパ選手権　5位
- 1984年 - 東ドイツ国際　3位
- 1984年 - ドイツ国際　優勝
- 1984年 - ロサンゼルスオリンピック　優勝
- 1985年 - ドイツ国際　優勝
- 1986年 - フランス国際　優勝
- 1986年 - ドイツ国際　優勝
- 1986年 - オランダ国際　優勝
- 1986年 - ヨーロッパ選手権　優勝
- 1987年 - ドイツ国際　3位
- 1987年 - ヨーロッパ選手権　5位
- 1987年 - ポーランド国際　優勝
- 1988年 - ドイツ国際　3位
- 1988年 - 東ドイツ国際　2位
- 1988年 - ヨーロッパ選手権　2位
- 1988年 - ソウルオリンピック　2位
- 1989年 - 東ドイツ国際　優勝
- 1989年 - ヨーロッパ選手権　2位
- 1989年 - 世界選手権　5位
- 1990年 - ベルギー国際　2位
- 1991年 - イギリス国際　2位